# DIN 94
DIN 94 er en DIN-standard for en split.
DIN 94 bliver erstattet med ISO 1234.
| Gevind           |  | M1        | M1,2      | M1,6    | M2    | M2,5   | M3,2    | M4      |
| ---------------- |  | --------- | --------- | ------- | ----- | ------ | ------- | ------- |
| Afstand a (min): |  | 0,8       | 1,25      | 1,25    | 1,25  | 1,25   | 1,6     | 2       |
| Afstand b:       |  | 3         | 3         | 3,2     | 4     | 5      | 6,4     | 8       |
| Afstand c (min): |  | 1,8       | 2         | 2,8     | 3,6   | 4,6    | 5,8     | 7,4     |
| Til Pinhole Ø:   |  | 1         | 1,2       | 1,6     | 2     | 2,5    | 3,2     | 4       |
| Til Skruer Ø:    |  | 3,5 - 4,5 | 4,5 - 5,5 | 5,5 - 7 | 7 - 9 | 9 - 11 | 11 - 14 | 14 - 20 |
| Til Bolte Ø:     |  | 3 - 4     | 4 - 5     | 5 - 6   | 6 - 8 | 8 - 9  | 9 - 12  | 12 - 17 |

| Gevind           |  | M5      | M5,5    | M6,3    | M8      | M10     | M13      | M16       |
| ---------------- |  | ------- | ------- | ------- | ------- | ------- | -------- | --------- |
| Afstand a (min): |  | 2       | -       | 2       | 2       | 3,2     | 3,2      | 3,2       |
| Afstand b:       |  | 10      | -       | 12,6    | 16      | 20      | 26       | 32        |
| Afstand c (min): |  | 9,2     | -       | 11,8    | 15      | 19      | 24,8     | 30,8      |
| Til Pinhole Ø:   |  | 5       | 5,5     | 6,3     | 8       | 10      | 13       | 16        |
| Til Skruer Ø:    |  | 20 - 27 | 21 - 27 | 27 - 39 | 39 - 56 | 56 - 80 | 80 - 120 | 120 - 170 |
| Til Bolte Ø:     |  | 17 - 23 | 18 - 23 | 23 - 29 | 29 - 44 | 44 - 69 | 69 - 110 | 110 - 160 |